# Partido de Valdivia
El Partido de Valdivia fue una división territorial del Imperio español dentro de la Capitanía General de Chile. Su asiento estaba en la Ciudad de Santa María La Blanca de Valdivia.
El Partido de Valdivia corresponde al Gobierno de Valdivia, que en 1810 es considerado uno de los 25 Partidos de la Capitanía General de Chile, de acuerdo al Texto de convocatoria al Primer Congreso Nacional.
En 1812 vuelve a depender del virreinato del Perú como gobernación militar hasta que fue capturada por las fuerzas independentistas de Chile en 1820.
Según el censo de los Partidos de la provincia de Concepción conforme a las matrículas de 1812, presentados para el censo de 1813, la población del curato de Valdivia y sus misiones alcanzaba a  10.334 habitantes.
Luego de ser recuperada, Valdivia fue una gobernación militar de Chile. Además una vez recuperado el territorio de Osorno en 1822, este pasó a depender del Gobierno de Valdivia.
Con la Constitución de 1823, se pasa a denominar Delegación de Valdivia. Posteriormente en 1826, pasa a integrar la Antigua Provincia de Valdivia, junto con la Delegación de Osorno y la creada Delegación de La Unión.

## Administración
Estaba a cargo de un Gobernador. 